# Meteorologiåret 1994

## Händelser

### Januari
- Januari-februari – I USA drabbas Mellanvästern och östra delarna av en kraftig köldvåg, som kräver minst 140 dödsoffer.[1]
- 15 januari – 150 centimeter snö uppmäts i Talljärv, Sverige vilket är det näst största uppmätta snödjupet i Norrbotten [2].
- 18 januari – Guvernör Arne Carlson i Minnesota, USA ger order om att stänga alla allmänna skolor i delstaten då vinterväder med extrem kyla råder [3].
- 19 januari – Kylan i Minnesota, USA fortsätter [3].

### Februari
- Februari  - Stockholm, Sverige går genom månaden utan en enda temperatur över 0 °C [4].

### Mars
- 15 mars – 150 centimeter snö uppmäts i Talljärv, Sverige vilket innebär att det näst största snödjupet för Norrbotten från 15 januari 1994 tangeras [2].

### Maj
- Maj – SVT:s Rapport vinner en internationell utmärkelse bland 71 tävlande med specialpris för dess vetenskapliga framställning [5].

### Juni
- 16 juni - Snöbyar över Hallandsåsen, Sverige [6].
- 29 juni – I Charlotte Pass, New South Wales, Australien uppmäts temperaturen −23 °C (−9.4 °F) vilket blir Australiens och Oceaniens lägst uppmätta temperatur någonsin [7].

### Juli
- Juli - En värmebölja slår till i Sverige [8].
- 4 juli – I Murcia, Spanien uppmäts temperaturen + 47.2 °C (116.9 °F), vilket blir Spaniens högst uppmätta temperatur någonsin.[9]
- 26 juli – 15 centimeter snö faller över Fjällnäs, Sverige vilket visar att någon helt säkert snöfri säsong är alltså svår att finna i Härjedalen [10].
- 27 juli - Med + 35,1 °C i Söderhamn, Sverige uppmäts värmerekord för Hälsingland.[11]
- 30 juli – I Zarasai, Utena, Litauen uppmäts temperaturen + 37.5 °C (99.5 °F), vilket blir Litauens högst uppmätta temperatur någonsin [12].

### Augusti
- Augusti - På den svenska ön Gotland noteras med 219 millimeter nederbörd öns största månadsmängd [13].
- 18 augusti – 127 millimeter nederbörd faller över Bredåkra, Sverige vilket innebär dygnsnederbördsrekord för Blekinge [14].
- 21 augusti - I Kina dödas 450 personer av en tyfon.[15]

### September
- September – 227 millimeter nederbördsmängd faller över Gyngamåla, Sverige vilket innebär månadsnederbördsrekord för Blekinge [14].
- September-oktober - Sverige upplever så kallad brittsommar [16].
- 28 september - 852 människor omkommer i Estoniakatastrofen då båten M/S Estonia sjunker i svår storm på Östersjön.

### Oktober
- 4 oktober – Vid Narsarsuaqs flygplats, Grönland uppmäts temperaturen + 18.7 °C, vilket blir Grönlands högst uppmätta temperatur för månaden [17].

### November
- 5-6 november – Våldsamma skyfall i nordvästra Italien leder till att floder som Po, Tanaro och Fiume Bormida svämmar över.[1]

### December
- December - Sverige upplever en mycket mild decembermånad [18].

## Avlidna
- 23 mars – Bob Richards, amerikansk meteorolog.
- 15 oktober – Frank Pasquill, engelsk meteorolog.
- 28 december – Mariano Medina, spansk meteorolog.
- Okänt datum – Charles E. Anderson, amerikansk meteorolog.

### Fotnoter
1. 1 2   Horisont 1994. Bertmarks
2. 1 2  ”SMHI”. Arkiverad från originalet den 18 april 2011. https://web.archive.org/web/20110418031323/http://www.smhi.se/kunskapsbanken/meteorologi/norrbottens-klimat-1.5008. Läst 5 februari 2011.
3. 1 2  ”Arkiverade kopian”. Arkiverad från originalet den 21 juli 2010. https://web.archive.org/web/20100721154003/http://climate.umn.edu/pdf/day_in_weather_history/january_wx_history.pdf. Läst 16 februari 2011.
4. ↑  SMHI
5. ↑  John Pohlmans blogg 21 november 2010 - TV-väder historik del 9 Arkiverad 15 december 2010 hämtat från the Wayback Machine.
6. ↑  SMHI
7. ↑  ”Climate statistics for Australian locations”. Bom.gov.au. http://www.bom.gov.au/climate/averages/tables/cw_071003_All.shtml. Läst 20 augusti 2010.
8. ↑  Horisont 1994, Bertmarks förlag, sidan 162 - Svettigt värre i rekordvarma juli
9. ↑  ”Arkiverade kopian”. Arkiverad från originalet den 3 mars 2016. https://web.archive.org/web/20160303184253/http://www.aemet.es/documentos/es/divulgacion/resumen_efemerides/Resumen_extremos.pdf. Läst 3 februari 2011.
10. ↑  SMHI
11. ↑  ”SMHI”. Arkiverad från originalet den 28 januari 2015. https://web.archive.org/web/20150128113357/http://www.smhi.se/kunskapsbanken/meteorologi/halsinglands-klimat-1.4970. Läst 4 februari 2011.
12. ↑  ”(Meteorologiniai rekordai Lietuvoje)”. www.meteo.lt. Arkiverad från originalet den 7 augusti 2010. https://web.archive.org/web/20100807195349/http://www.meteo.lt/klim_rekordai.php. Läst 20 augusti 2010.
13. ↑  SMHI
14. 1 2  ”SMHI”. Arkiverad från originalet den 8 september 2010. https://web.archive.org/web/20100908215559/http://www.smhi.se/kunskapsbanken/meteorologi/blekinges-klimat-1.4831. Läst 5 februari 2011.
15. ↑  Faktakalendern 2006, Semic, 2005
16. ↑  SMHI
17. ↑  DMI
18. ↑  SMHI Arkiverad 14 juni 2015 hämtat från the Wayback Machine.